# Áed Findliath
Áed Findliath, död 879, var en irländsk monark. 
Han var Irlands högkung mellan 862 och 876. 
Han är känd för sina många strider mot vikingarna på Irland. 